# Palazzo Lauro Grotto
Il Palazzo Lauro Grotto si trova nella parte alta del Centro storico di Salerno, a fianco dell'ex-chiesa di Santa Sofia (detta anche chiesa della SS. Addolorata) ed a 200 metri a sinistra del Palazzo Archivio di Stato.

## Storia e descrizione
Il palazzo storico sorge all'inizio dell'attuale Via Tasso, nell'antica Salerno. In origine era appartenuto alla famiglia "Lauro", ramo dell'illustre Casa Sanseverino, e poi è passato alla famiglia "Grotto"; da qui la denominazione attuale.
L'edificio giunto a noi è frutto di una ristrutturazione avvenuta a metà del XVIII secolo, anche se la sua erezione è sicuramente più antica di quasi due secoli.
La configurazione attuale è il risultato di alcune ristrutturazioni avvenute a fine Settecento, ma da alcuni documenti risulta che la famiglia fosse già proprietaria di un palazzo nella stessa zona.
La struttura presenta un ampio cortile interno con uno scalone monumentale tipico del XVII secolo che porta ai piani superiori e al piano nobile. All'interno della struttura è stata rinvenuta una cappella settecentesca intatta, completa dei suoi arredi originali, tra cui transenne ed altari lignei, e delle sue decorazioni, tra cui alcuni dipinti del pittore salernitano Nicola Luciano.
Il palazzo è stato ristrutturato nel 2007, anche se vi sono state dispute col Comune di Salerno.